# پیز بلس
پیز بلس (به لاتین: Piz Bles) یک کوه در سوئیس است که در کانتون گراوبوندن واقع شده‌است. پیز بلس ۳٬۰۴۵ متر بالاتر از سطح دریا واقع شده‌است.